# Lycodes terraenovae
Lycodes terraenovae är en fiskart som beskrevs av Collett, 1896. Lycodes terraenovae ingår i släktet Lycodes och familjen tånglakefiskar. Inga underarter finns listade i Catalogue of Life.